# Towarzystwo Gimnastyczne „Sokół” w Kościerzynie
Towarzystwo Gimnastyczne „Sokół” w Kościerzynie – polska organizacja, założona 23 lutego 1896 w Kościerzynie, stawiająca sobie za cel działalność sportową, kulturową, wychowawczą i niepodległościową.

## Warunki powstania Gniazda
Kościerzyna znajdująca się w centrum Pojezierza Kaszubskiego nawiązała kontakty z kulturą niemiecką w 1312 roku, kiedy została wcielona w granice państwa zakonnego. Miasto powróciło pod polskie panowanie na mocy postanowień toruńskich w 1466 roku. W 1772 roku Kościerzyna weszła w skład Prus Zachodnich, podporządkowując się kamerze kwidzyńskiej. Kościerzacy popierali oraz wspierali kolejno oddziały napoleońskie, powstańców styczniowych. W wieku XIX nasiliła się polityka germanizacyjna określana potocznie mianem kulturkampfu. Hasła organicznikowskie głoszone między innymi przez Ligę Polską, organizacje i koła o charakterze gospodarczym, rolniczym, rzemieślniczym, katolickim a na terenie Kaszub także przez Młodokaszubów miały służyć walce o świadomość narodową Polaków. Na takim gruncie powołano w Kościerzynie do życia Towarzystwo Gimnastyczne „Sokół”.

## Historia Gniazda
Towarzystwo Gimnastyczne „Sokół” w Kościerzynie zostało założone 23 lutego 1896 roku. Silna polityka germanizacyjna doprowadziła do zaprzestania działań, aż do czasu reaktywacji gniazda w 1912 roku. Sokoli kościerscy brali czynny udział w wydarzeniach I wojny światowej. W latach 1919–1939 gniazdo działało bardzo prężnie. Wybuch wojny w 1939 doprowadził do zawieszenia działalności towarzystwa.

### Gniazdo w latach 1896–1914
Pierwsze Polskie Towarzystwo Gimnastyczne „Sokół” zostało założone w 1867 roku we Lwowie z inicjatywy tamtejszej młodzieży akademickiej min. Klemensa Żukotyńskiego i Ludwika Gotlentala. W zaborze pruskim pierwsze gniazdo założono w 1884 w Inowrocławiu. Pojawienie się „Sokoła” w zaborze pruskim dało początek identycznym działaniom w Wielkopolsce i Pomorzu. W 1895 roku „Sokoły” zaboru pruskiego utworzyły jeden wspólny organ nadrzędny – Związek „Sokołów” Polskich w Państwie Niemieckim.
Tworzenie nowych gniazd zapadało decyzją odgórną, inspiracje wychodziły zaś głównie od najbardziej doświadczonego w tej materii aktywu poznańsko-kujawsko-pomorskiego. Bernard Milski (przedstawiciel „Sokoła” w Gdańsku), Paweł Siudowski (prezes gniazda w Chełmnie) oraz delegaci z Torunia zainicjowali 23 lutego 1896 roku powstanie „Sokoła” w Kościerzynie. Akces do gniazda zgłosiło 17 osób. Jednym z pierwszych przewodniczących gniazda został wybitny działacz Tomasz Rogala. Celem pracy gniazda stało się krzewienie kultury fizycznej, rozwijanie życia towarzyskiego, pobudzanie świadomości narodowej polskiej wśród członków i lokalnej społeczności, zwłaszcza zaś młodzieży. Zajęcia gimnastyczne odbywały się cotygodniowo w sali miejskiego „Bazaru”. Jeszcze w 1896 r. władze pruskie wzmogły represje na gniazda sokole. Nie mogąc wprost zakazać działalności „Sokołom” szukały chociażby najmniejszych uchybień, przewinień. Powszechnym nakazem stało się zabieganie o zezwolenia na działalność publiczną na wolnym powietrzu, przemarszów. Nacjonalistyczna prasa niemiecka rozpoczęła nagonkę na „Sokoły” przypisując im rangę towarzystw politycznych, a nawet wojskowych, stawiając za argument przemarsze umundurowanych mężczyzn z chorągwiami nie niemieckimi. Podobne szykany doprowadziły do zawieszenia działalności gniazda. Do reaktywacji gniazda doszło 10 marca 1912 roku, prezesem obrano Franciszka Biedowicza. Wybuch wojny sparaliżował działalność gniazd sokolich w zaborze pruskim.

### Gniazdo w latach 1914–1919
Na skutek działań wojennych wiele organizacji zostało pozbawione aktywu męskiego. Zdyscyplinowanie i fizyczne predyspozycje stanowiły o jakości bojowej „Sokołów”. Grono techniczne ZSP w PN uznało, że „Sokół” powinien wziąć udział w przygotowaniach szeregów sokolich gotowych do walki o niepodległość i ziemie etniczne polskie znajdujące się dotychczas pod zaborem pruskim. W listopadzie 1918 roku powstała w Kościerzynie Powiatowa Rada Ludowa, której zastępcą został druh Tomasz Rogala, która nawoływała do obalenia niemieckiego burmistrza Rumstiega. Rewolucja w Niemczech, wybuch powstania wielkopolskiego miały znaczny wpływ na spotęgowanie haseł wzywających do walki z zaborcą. Walki zbrojne w Kościerzynie z lokalnym Grenzschutzem, w których udział wzięli sokoli rozpoczęły się 6 stycznia 1919 roku. Brak pomocy z zewnątrz oraz groźba zbombardowania miasta zmusił uczestników walk do opuszczenia miasta, z których część dołączyła do powstańców w Wielkopolsce. Z początkiem lutego 1920 roku sokoli witali oddziały Frontu Pomorskiego. Działalność gniazda nie zakończyła się na akcjach zbrojnych. Kościerski „Sokół” wydelegował wieloletniego członka, Tomasza Rogalę na rozmowy w Wersalu, który miał zaświadczyć o przynależności Kaszubów do państwa polskiego.

### Gniazdo w dwudziestoleciu międzywojennym

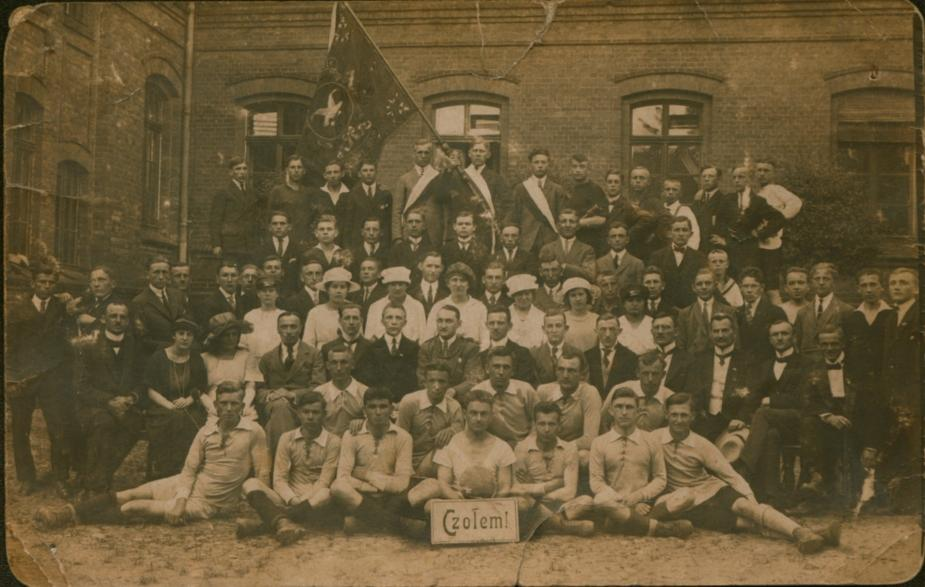
Zarząd i członkowie kościerskiego „Sokoła” ok. 1925 r.

30 kwietnia 1922 poświęcono sztandar kościerskiego „Sokoła”, jeden z artefaktów i symboli organizacji. Sokoli organizowali liczne imprezy kulturalne i sportowe. Najważniejszymi inicjatywami kulturalnymi były przedstawienia i akademie, zabawy taneczne, w których uczestniczyli także mieszkańcy miasta. Z kolei najważniejszą imprezą sportową organizowaną przez kościerskie gniazdo były „Zawody Kościuszkowskie”. Gniazdo uczestniczyło też w zlotach dzielnicowych, okręgowych. Sokoli dbali o prawidłową oprawę świąt narodowych i kościelnych (często przy współudziale lokalnych parafii i obywateli miasta), które miały budować ducha patriotycznego i katolickiego.
W 1927 roku utworzono Okręg IX – Kościerski „Sokoła”, obejmujący obwodem powiat kościerski i kartuski. Prezesem Okręgu obrano Władysława Sochaczewskiego. W tym też roku „Sokół” zetknął się z sanacyjnym Państwowym Urzędem Wychowania Fizycznego i Przysposobienia Wojskowego (PUWFiPW). W omawianym okresie w gnieździe pojawiła się sekcja żeńska i sekcja młodzików. Od 1929 roku kościerski „Sokół” podjął się wybudowania „Sokolni” – sali gimnastycznej, oddanej do użytku w 1938 roku. Na wniosek PUWFiPW gniazdo brało udział w przeszkoleniach wojskowych, stając się sprawnie wyszkoloną kadrą żołnierzy – co miało istotne znaczenie w zbliżającej się wojnie. Wybuch wojny zawiesił działalność gniazda. W czasie wojny niektórzy członkowie padli ofiarą bestialskich mordów z rąk hitlerowców, inni włączali się w działania partyzanckie.

## Sekcje gniazda
Przez 20 lat dzielących dwie wojny światowe w „Sokole” kościerskim prężnie działały sekcje gimnastyczna, lekkoatletyczna oraz piłki nożnej, boksu, tenisa ziemnego, pływacka, strzelecka, narciarska i bojerów.

## Osoby związane z kościerskim „Sokołem”
- Edmund Anzlik
- Feliks Anzlik
- Teodor Armański
- Teodor Bolduan
- Józef Głazik
- Augustyn Kopecki
- Leon Kopecki
- Mikołaj Mokwa
- ks. Henryk Ossowski
- Tomasz Rogala
- Weronika Rogala
- Władysław Rogala
- Leon Wysocki
- Alfons Zulewski

## Wpływ „Sokoła” na sport w Kościerzynie
Po 1945 roku nie reaktywowano „Sokoła”. Znaczna część druhów weszła w skład powołanego w 1946 roku klubu piłkarskiego Kaszubia Kościerzyna. Klub nie powstał pod nazwą „Sokoła”. Wynikało to z pierwotnego charakteru organizacji – walki z zaborcą, co w nowo zaistniałej sytuacji odnosiło się do państwa sowieckiego i nowej władzy w kraju. Z ducha stowarzyszenia czerpały także inne lokalne drużyny sportowe, min. Spójnia, Budowlani, LZS, Kolejarz, Sparta, Zryw, Gwardia, Ogniwo, „Gryf” Kościerzyna.
W 1989 roku Janusz Kuźma wraz z grupą lokalnych działaczy, sportowców, nauczycieli wychowania fizycznego, wyrazili chęć spędzania swojego wolnego czasu na sportowo oraz kontynuowania tradycji „Sokoła”. W dziewięć lat później (18.11.1998) zarejestrowano w sądzie wojewódzkim zespół KS Sokół. Sztandarową dyscypliną stała się nie już lekkoatletyka, a piłka ręczna.
Klub K.S. Vetrex Sokół Kościerzyna gra w grupie A I ligi piłki ręcznej mężczyzn. Juniorzy, wychowankowie Janusza Kuźmy i Ewy Kuźmy odnoszą liczne sukcesy na arenie krajowej i międzynarodowej.
„Sokolnia” z lat 30. XX w., która przez długie lata służyła kościerskiemu „ekonomikowi” (dzisiaj Powiatowy Zespół Szkół nr 1 w Kościerzynie) w 2006 r. została zastąpiona nową pełnowymiarową halą. Dla podkreślenia znaczenia Towarzystwa Gimnastycznego „Sokół” w dziedzinie kreowania aktywności fizycznej w mieście, nową salę nazwano „Sokolnią”.